# El clon de Tyrone
El clon de Tyrone (título original en inglés: They Cloned Tyrone) es una película de misterio, comedia y ciencia ficción estadounidense dirigida por Juel Taylor en su debut como director de largometraje, con un guion de Taylor y Tony Rettenmaier. La película está protagonizada por John Boyega, Teyonah Parris, Kiefer Sutherland y Jamie Foxx. Foxx también se desempeña como productor de la película.
They Cloned Tyrone fue estrenada el 21 de julio de 2023 por Netflix.

## Sinopsis
Una serie de eventos espeluznantes empuja a un trío improbable a seguir el rastro de una conspiración gubernamental infame en esta travesura pulposa y misteriosa.

## Reparto
- John Boyega como Fontaine
- Teyonah Parris como Yo-Yo
- Jamie Foxx como Slick Charles
- Kiefer Sutherland como Nixon
- J. Alphonse Nicholson

## Producción
En febrero de 2019, Brian Tyree Henry se unió al elenco de la película, con Juel Taylor listo para hacer su debut como director de largometraje a partir de un guion que escribió junto a Tony Rettenmaier. En octubre de 2019, John Boyega se unió al elenco de la película, reemplazando a Henry, con Netflix actuando como distribuidora. En septiembre de 2020, Jamie Foxx y Teyonah Parris se unieron al elenco de la película.
La fotografía principal comenzó en diciembre de 2020, en Atlanta, Georgia.

## Estreno
They Cloned Tyrone fue estrenada el 21 de julio de 2023 por Netflix.

### Marketing
El primer tráiler de la película se lanzó el 24 de septiembre de 2022 durante el evento mundial de aficionados de Netflix, Tudum.
Presentaba una interpretación de la canción de 1982 de The Gap Band "You Dropped a Bomb on Me". Varios críticos notaron la influencia del blaxploitation en el tráiler.
Jeremy Fuster de The Wrap hizo comparaciones entre la premisa de la película y el estudio de sífilis de Tuskegee, un experimento médico financiado por el gobierno de Estados Unidos realizado en sujetos negros en Tuskegee, Alabama.